# Synapturichthys
Synapturichthys is een monotypisch geslacht van straalvinnige vissen uit de familie van de eigenlijke tongen (Soleidae). Het geslacht is voor het eerst wetenschappelijk beschreven in 1927 door Chabanaud.

## Soort
- Synapturichthys kleinii (Risso, 1827)